# Satiah
Satiah (auch Sat-Iah, Sitiah) war eine altägyptische Königin zur Zeit des Neuen Reiches in der 18. Dynastie.

## Hintergrund

### Familie
Ihre Mutter Ipu hatte das Amt der königlichen Amme inne. Möglicherweise war ihr Vater Ahmose Pen-Nechbet, dessen Karriere als Beamter unter Ahmose I. begann und bis Thutmosis III. ihren weiteren Verlauf nahm. Über Nachkommen der Satiah liegen bislang keine Belege vor, doch besteht die Möglichkeit, dass Prinz Amenemhat, der vor seinem Vater Thutmosis III. starb, ihr Sohn war.

### Ihr Leben
Als königliche Gemahlin führte Satiah neben dem Titel Große königliche Gemahlin auch den der Gottesgemahlin des Amun. Ob sie jedoch das Amt der Gottesgemahlin des Amun wirklich bekleidete, wird in der Ägyptologie als eher unwahrscheinlich angesehen. Hatschepsut hatte zunächst ihre Tochter Neferu-Re als Gottesgemahlin des Amun ernannt.
Neferu-Re übte bis zu ihrem Tod im 23. oder 24. Regierungsjahr (etwa 1456 v. Chr.) des Thutmosis III. ihr Amt aus. Nach ihrem Tod ersetzte Thutmosis III. ihren Namen in einer Reliefdarstellung durch den der Satiah. Der Grund hierfür bleibt unklar. Dadurch gelangte Satiah posthum zu ihrem Titel Gottesgemahlin des Amun. Satiah starb während der Regierungszeit von Thutmosis III., der nach ihrem Tod Meritre Hatschepsut ehelichte und zur Großen königlichen Gemahlin ernannte.